# Cratere Brunner
Brunner è un cratere lunare di 50,66 km situato nella parte sud-occidentale della faccia nascosta della Luna.
Il cratere è dedicato all'astronomo svizzero William Otto Brunner.

## Crateri correlati
Alcuni crateri minori situati in prossimità di Brunner sono convenzionalmente identificati, sulle mappe lunari, attraverso una lettera associata al nome.
| Brunner | Coordinate            | Diametro (in km) |
| ------- | --------------------- | ---------------- |
| L       | 12°25′48″S 91°33′36″E | 30,61            |
| N       | 11°22′48″S 90°42′36″E | 17,75            |
| P       | 12°36′36″S 90°18′00″E | 20,49            |